# Ле-Тієль-Отон
Ле-Тіє́ль-Ото́н (фр. Le Tilleul-Othon) — колишній муніципалітет у Франції, у регіоні Нормандія, департамент Ер. Населення — 374 осіб (2011).
Муніципалітет був розташований на відстані близько 120 км на захід від Парижа, 45 км на південний захід від Руана, 29 км на захід від Евре.

## Історія
До 2015 року муніципалітет перебував у складі регіону Верхня Нормандія. Від 1 січня 2016 року належав до нового об'єднаного регіону Нормандія.
1-1-2018 Ле-Тієль-Отон і Гупійєр було об'єднано в новий муніципалітет Гупій-Отон.

## Демографія
Динаміка населення (INSEE ):
Розподіл населення за віком та статтю (2006):
| Стать | Всього | До 15 років | 15-24 | 25-44 | 45-64 | 65-85 | Понад 85 |
| --- | ------ | ----------- | ----- | ----- | ----- | ----- | -------- |
| Чоловіки | 192    | 44          | 24    | 56    | 48    | 20    | 0        |
| Жінки | 184    | 28          | 28    | 52    | 36    | 36    | 4        |
| \| Статево-вікова піраміда \| Статево-вікова піраміда \| Статево-вікова піраміда \| \| ----------------------- \| ----------------------- \| ----------------------- \| \| Чоловіки \| Вік \| Жінки \| \| 0 \| 85 + \| 4 \| \| 0 \| 80-84 \| 0 \| \| 0 \| 75-79 \| 12 \| \| 20 \| 70-74 \| 16 \| \| 0 \| 65-69 \| 8 \| \| 16 \| 60-64 \| 12 \| \| 8 \| 55-59 \| 4 \| \| 12 \| 50-54 \| 8 \| \| 12 \| 45-49 \| 12 \| \| 16 \| 40-44 \| 16 \| \| 12 \| 35-39 \| 12 \| \| 16 \| 30-34 \| 12 \| \| 12 \| 25-29 \| 12 \| \| 12 \| 20-24 \| 4 \| \| 12 \| 15-20 \| 24 \| \| 4 \| 10-14 \| 8 \| \| 20 \| 5-9 \| 12 \| \| 20 \| 0-4 \| 8 \| |        |             |       |       |       |       |          |
| Статево-вікова піраміда |        |             |       |       |       |       |          |
| Чоловіки | Вік    | Жінки       |       |       |       |       |          |
| 0 | 85 +   | 4           |       |       |       |       |          |
| 0 | 80-84  | 0           |       |       |       |       |          |
| 0 | 75-79  | 12          |       |       |       |       |          |
| 20 | 70-74  | 16          |       |       |       |       |          |
| 0 | 65-69  | 8           |       |       |       |       |          |
| 16 | 60-64  | 12          |       |       |       |       |          |
| 8 | 55-59  | 4           |       |       |       |       |          |
| 12 | 50-54  | 8           |       |       |       |       |          |
| 12 | 45-49  | 12          |       |       |       |       |          |
| 16 | 40-44  | 16          |       |       |       |       |          |
| 12 | 35-39  | 12          |       |       |       |       |          |
| 16 | 30-34  | 12          |       |       |       |       |          |
| 12 | 25-29  | 12          |       |       |       |       |          |
| 12 | 20-24  | 4           |       |       |       |       |          |
| 12 | 15-20  | 24          |       |       |       |       |          |
| 4 | 10-14  | 8           |       |       |       |       |          |
| 20 | 5-9    | 12          |       |       |       |       |          |
| 20 | 0-4    | 8           |       |       |       |       |          |

## Економіка
2010 року серед 225 осіб працездатного віку (15—64 років) 174 були активними, 51 — неактивною (показник активності 77,3%, у 1999 році було 67,4%). З 174 активних мешканців працювало 157 осіб (86 чоловіків та 71 жінка), безробітними було 17 (7 чоловіків та 10 жінок). Серед 51 неактивної 19 осіб було учнями чи студентами, 21 — пенсіонерами, 11 були неактивними з інших причин.

У 2010 році в муніципалітеті числилось 145 оподаткованих домогосподарств, у яких проживали 381,5 особи, медіана доходів виносила 19 287 євро на одного особоспоживача